# ليمان هوفمان
ليمان هوفمان (بالإنجليزية: Lyman Hoffman)‏ هو سياسي أمريكي، ولد في 13 فبراير 1950 ببيثل في الولايات المتحدة. حزبياً، نشط في الحزب الديمقراطي. وقد انتخب عضو مجلس ولاية ألاسكا.